# Copelatus thrasys
Copelatus thrasys är en skalbaggsart som beskrevs av Guignot 1952. Copelatus thrasys ingår i släktet Copelatus och familjen dykare. Inga underarter finns listade i Catalogue of Life.